# Deania
Deania  es un género de 4 especies de la familia de los centrofóridos.

## Especies
- Deania calcea
- Deania hystricosa
- Deania profundorum
- Deania quadrispinosum